# Kleinheubach

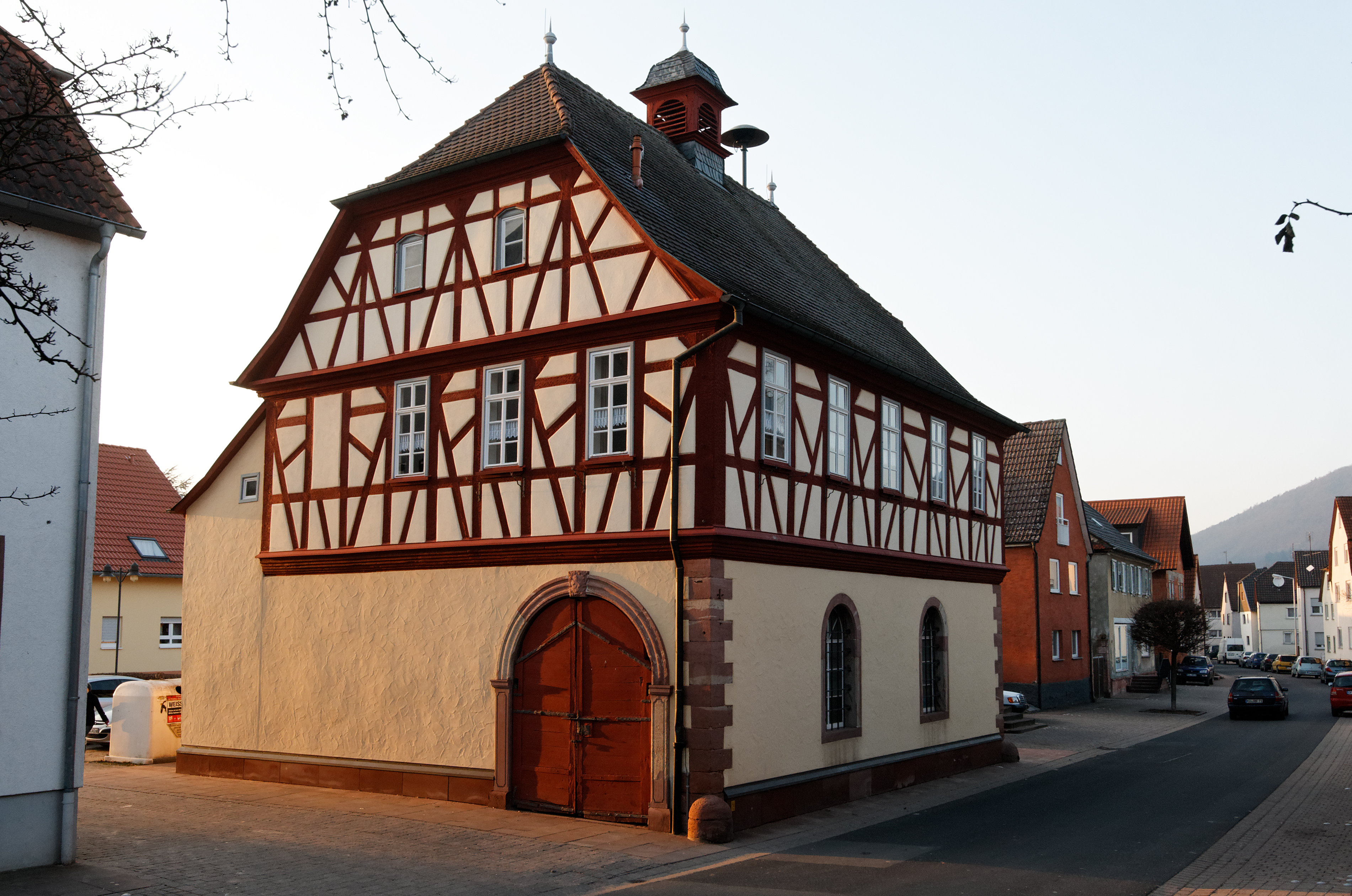
Kleinheubach

Kleinheubach este o comună-târg din districtul Miltenberg, regiunea administrativă Franconia Inferioară, landul Bavaria, Germania.